# Províncias do Equador

Províncias do Equador

O Equador é dividido em 24 províncias, singular– província). As  províncias do Equador e suas capitais são:
| Map key | Província                      | Capital                        | População¹ | Área (km²) |
| ------- | ------------------------------ | ------------------------------ | ---------- | ---------- |
| 1       | Azuay                          | Cuenca                         | 599,546    | 8,639      |
| 2       | Bolívar                        | Guaranda                       | 169,370    | 3,254      |
| 3       | Cañar                          | Azogues                        | 206,981    | 3,908      |
| 4       | Carchi                         | Tulcán                         | 152,939    | 3,699      |
| 5       | Chimborazo                     | Riobamba                       | 403,632    | 5,287      |
| 6       | Cotopaxi                       | Latacunga                      | 349,540    | 6,569      |
| 7       | El Oro                         | Machala                        | 349,540    | 5,988      |
| 8       | Esmeraldas                     | Esmeraldas                     | 385,223    | 15,216     |
| 9       | Galápagos                      | Puerto Baquerizo Moreno        | 18,640     | 8,010      |
| 10      | Guayas                         | Guayaquil                      | 3,070,145  | 16,740     |
| 11      | Imbabura                       | Ibarra                         | 344,044    | 4,599      |
| 12      | Loja                           | Loja                           | 404,835    | 11,027     |
| 13      | Los Ríos                       | Babahoyo                       | 650,178    | 6,254      |
| 14      | Manabí                         | Portoviejo                     | 1,186,025  | 18,400     |
| 15      | Morona Santiago                | Macas                          | 115,412    | 25,690     |
| 16      | Napo                           | Tena                           | 79,139     | 13,271     |
| 17      | Orellana                       | Puerto Francisco de Orellana   | 86,493     | 20,733     |
| 18      | Pastaza                        | Puyo                           | 61,779     | 29,520     |
| 19      | Pichincha                      | Quito                          | 2,101,799  | 9,110      |
| 20      | Santa Elena (província)        | Santa Elena                    | 238,889    | 3,763      |
| 21      | Santo Domingo de los Tsáchilas | Santo Domingo de los Colorados | 287,018    | 3,805      |
| 22      | Sucumbíos                      | Nueva Loja                     | 128,995    | 8,331      |
| 23      | Tungurahua                     | San Juan de Ambato             | 441,034    | 3,334      |
| 24      | Zamora-Chinchipe               | Zamora                         | 76,601     | 23,111     |

- ¹ População conforme o censo realizado em 25 de novembro de 2001

Além disso, existem três áreas dentro Equador que não são delimitadas. Esses locais são (posições relativas entre parênteses):
1. El Piedrero (rodeada por Guayas & Cañar)
2. Las Golondrinas (rodeada por Pichincha, Esmeraldas, e Imbabura)
3. Manga del Cura (rodeada por Manabi, Los Rios, Guayas, e Santo Domingo de los Tsáchilas)